# Municipio de Bromölla
El municipio de Bromölla (en sueco: Bromölla kommun) es un municipio de Escania, la provincia más austral de Suecia. Su sede se encuentra en la localidad de Bromölla. Limita con los municipios de Sölvesborg y Olofström en provincia de Blekinge y el municipio de Kristianstad en la provincia de Escania.

## Localidades
Las siguientes áreas urbanas (tätort) están incluidas en el área municipal:
| # | Localidad | Población |
| - | --------- | --------- |
| 1 | Bromölla  | 7,428     |
| 2 | Näsum     | 1,119     |
| 3 | Valje     | 771       |
| 4 | Gualöv    | 539       |
| 5 | Nymölla   | 294       |